# Flore du Bénin
La flore béninoise notamment celle de la partie méridionale, est en relation avec le phénomène du Dahomey Gap (une interruption de la couverture forestière qui sépare les deux blocs forestiers de l'Afrique centrale).
Elle est constituée d'un ensemble varié estimé à 2.807 espèces de plantes. On y compte des plantes aquatiques, des plantes tropicales et des espèces exotiques telles que celles originaires de Madagascar. Elle présente, au-dessous du niveau de la famille, un nombre important de taxons dont la diversité s'étend des phanérophytes et thérophytes des chaînons de l'Atacora aux plantes oléagineuses et sempervirentes de la zone côtière du sud Bénin.
Cette flore inclut des familles d'arecacées et lamiacées avec des espèces comme : Rhizophora racemosa, Acacia auriculiformis, eucalyptus camaldulensis, Monodora myristica, xylopia aethiopica...
De 1985 à 2011, une moyenne annuelle de 3.980.201 plants sont mis en terre au Bénin selon une enquête de l'Organisation des Nations unies pour l'alimentation et l'agriculture (FAO). Ces reboisements se font chaque année notamment à l'occasion de la journée de l'arbre au Bénin.
Elle se compose d'environ 3000 forêts sacrées abritant des espèces menacées à l'instar d'Afzelia africana, de Triplochyton scleroxylon, Khaya senegalensis, Milicia excelsa.
Forêt dense semi-décidue de la Lama;
Foret de l'Ouémé-supérieure à Tchaourou;
Palmier dans la forêt de Dragbo;
Aperçu des branches de Palétuviers Rouges;

## Description de la flore béninoise
D'après les travaux de l'équipe d'Édouard Adjanohoun, 1129 genres de 2.807 espèces sont recensés au Bénin en 1989,.
La flore côtière du Bénin comprend entre autres des espèces menacées de disparition comme scaevola plumieri (Goodeniaceae), diopyros tricolor (ebenaceae), conocarpus erectus (combretaceae) et dodonaea viscosa (sapindaceae).
Le plateau compte plusieurs espèces endémiques locales (mansonia altissima, nesogordonia papaverifera, pterygota macrophylla, rinorea ilicifolia, vitex micrantha) notamment dans la forêt sacrée de Ewè-Adakplamè et la forêt classée de Dogo-Kétou.
Dans la partie méridionale du Bénin, presque aucune espèce des familles endémiques (dioncophyllaceae, hoplestigmataceae, huaceae, lepidobotryaceae, medusandraceae, octoknemaceae, pandaceae, pentadiplandraceae et scytopetalaceae) caractéristiques de l'ensemble guinéo-congolais, n'est observée en raison du Dahomey Gap sauf la pandaceae.  Par contre, ces nombreuses espèces endémiques se retrouvent à nouveau dans la partie centrale du Bénin.
Des collines de Kouandé au massif de l'Atacora, se rencontre l'espèce endémique cissus kouandeensis. Le nord du pays se caractérise par une flore soudanienne avec trois genres endémiques du domaine soudanien que sont : vitellaria paradoxa, haematostaphis barteri et pseudocedrela kotschyi.
L'extrême nord du Bénin possède  des espèces  d'affinité sahélienne comme commiphora africana, carathuma dalzielii, balanites aegyptiaca, ziziphus mauritiana, cadaba farinosa et piliostigma reticulata.
Une étude, menée par Akoègnonou et Lisowski en 2004, révèle aussi l'existence des espèces endémiques telles que thunbergia atacorensis, ipomocea beninensis, kyllinga beninensis Samain, brachystelma sp.,.

## Utilisation et protection de la flore

### Utilisation
Les Béninois se servent des plantes pour divers et variables usages selon les besoins et les connaissances empiriques. Ainsi, la majorité, notamment les populations rurales, utilise des plantes médicinales pour traiter plusieurs maladies. Les organes de ces plantes sont vendus par des herboristes ou non dans des marchés dans toutes les régions du pays.
En 2012, une étude effectuée à Abomey-Calavi, recense 205 espèces végétales groupées en 181 genres et 78 familles dans la commercialisation à but médicinal. Au nombre des plantes médicinales les plus vendues et utilisées, il y a les espèces khaya senegalensis, monodora myristica, xylopia aethiopica, tetrapleura tetraptera, crateva adansonii, ocimum gratissimum, acridocarpus smeathmannii, entada gigas, gardenia erubescens (dans le département des Collines).
Les espèces telles que combretum micranthum, adansonia digitata, cymbopogon citratus et vitellaria paradoxa sont souvent utilisées  à la fois pour des besoins alimentaires que médicinaux surtout dans le septentrion.
Elles sont également exploitées pour le chauffage, le charbon de bois ou des brosses de dents végétales. Les essences forestières utilisées à cet effet sont : pseudocedrela kotschyi, anogeissus  leiocarpa, prosopis africana, burkea  africana et pterocarpus erinaceus.